# روي لي (مخرج)
روي لي (بالإنجليزية: Roy Lee)‏ هو منتج أفلام ومخرج أمريكي، ولد في 23 مارس 1969 في بروكلين في الولايات المتحدة.

## وصلات خارجية
- روي لي على موقع IMDb (الإنجليزية)
- روي لي على موقع ألو سيني (الفرنسية)
- روي لي على موقع أول موفي (الإنجليزية)
- روي لي على موقع بوكس أوفيس موجو (الإنجليزية)
- روي لي على موقع قاعدة بيانات الأفلام السويدية (السويدية)
- روي لي على موقع قاعدة بيانات الفيلم (الإنجليزية)
- روي لي على موقع كينوبويسك (الروسية)